# 程葆
程葆（？—1860年），安徽歙县人。清朝官员。
道光十三年（1833年）进士，分工部任主事。咸丰二年（1852年）六月，外授广东肇庆府知府。当时太平军正于安徽集结，准备进攻浙江，程葆赴任途中经过杭州，巡抚何桂清奏令其回籍招募团练助剿。咸丰五年（1855年），太平军攻陷休宁，程葆率民团出境救援，与官军联合克复休宁，又乘胜收复石埭。此后程葆愈发尽力协助官军清剿安徽境内的太平军。不久，受召赴杭州助守。杭州城陷，身死。《清史稿》将其列入《忠义传》。